# Water Orton
Water Orton is een civil parish in het bestuurlijke gebied North Warwickshire, in het Engelse graafschap Warwickshire met 3444 inwoners.